# گروه ایتالیا ایندیپندنت
گروه ایتالیا ایندیپندنت (انگلیسی: Italia Independent Group) شرکت هلدینگ ایتالیایی است، که در سال ۲۰۰۸ تأسیس شد.